# Art Attack
Art Attack est une émission de télévision pour la jeunesse, d'origine britannique créée en 1989 par Neil Buchanan. Produite par Media Merchant à Maidstone au Royaume-Uni, puis à Buenos Aires en Argentine depuis 2010, elle est adaptée pour plusieurs pays, dont la France à partir de 1997 sur Disney Channel avec Philippe Rouault puis Cyril Féraud, présentateurs de Zapping Zone, puis reprise en 2011 sous les traits d'Anthony Martinez.

## Concept
Chaque émission dure approximativement 25 minutes pendant lesquelles le présentateur crée trois ou quatre objets d’art, expliquant la réalisation de ceux-ci étape par étape. Le travail de création est représenté d’une manière didactique, permettant aux téléspectateurs de les reproduire par eux-mêmes.

### LesBig Art
Certaines réalisations de l'émission, appelées Big Art Attacks (ou Big Art), sont devenues célèbres. Ce sont des œuvres de très grande taille, souvent réalisées sur un terrain de sport ou sur le tarmac d'un aéroport qui doivent être contemplés en altitude. L'une des plus célèbres est le portrait de la reine Élisabeth II réalisé avec d'anciens billets de 10 livres, pour un total de 250 000 livres sterling.

### La statue et Vincent de la Noix de Coco
La statue (The Head dans la version anglaise) est une marionnette sous forme de buste de pierre. À la fin de chaque œuvre réalisée par l'animateur, elle récapitule de façon humoristique la marche à suivre pour réaliser cette œuvre et n'hésite pas à montrer ses propres créations (souvent ratées). Dans la version originale, sa voix est celle du britannique Francis Wright (en).
Depuis le retour de l'émission en 2011, Vincent de la Noix de Coco (Vincent van Coconut dans la version originale, en référence à Vincent van Gogh) remplace la statue.

## Version originale
Au Royaume-Uni, l'émission est diffusée pour la première fois le 15 juin 1990 sur la chaîne télévisée ITV et est présentée par Neil Buchanan. Ce programme est devenu une véritable institution en Angleterre où elle est devenue la plus ancienne émission jeunesse de la chaîne. L'émission s'arrête le 13 juillet 2007.
La production s'exportant en Argentine, elle est reprise sur la chaîne Disney Junior Argentine à partir de juin 2010 et est présentée par Emiliano Pandelo, puis par German Otero depuis 2014.

## Version française
En France, l'émission est diffusée pour la première fois en 1997 sur Disney Channel. Il s'agit d'abord de la version originale présentée par Neil Buchanan qui est simplement doublée[réf. souhaitée], mais une version entièrement française est rapidement créée. Elle est présentée par Philippe Rouault jusqu'en 2004[réf. souhaitée], puis par Cyril Féraud. Dans cette version, l'animateur français présente l'émission, montre les œuvres à différentes étapes et double les instructions de création, mais ne réalise pas les œuvres lui-même. Celles-ci demeurent créées par Neil Buchanan, aussi les plans sur les étapes de création montrent-elles en réalité les mains de Neil. L'émission est également rediffusée sur Canal+ en clair. Après plusieurs années de succès, l'émission s'arrête en 2006[réf. souhaitée].
Dans chaque émission de la version française, on retrouve un « Big Art » repris de la version originale avec Neil Buchanan, appelé en France « Neil le grand artiste ».
L'émission est de retour en France le 28 mai 2011 sur la chaîne Disney Junior avec une nouvelle formule présentée par Anthony Martinez. De même, les Big Art sont repris de la version originale avec l'argentin Alexiev Gandman.
L'émission se place dans le top 10 des programmes les plus regardés du bouquet Disney. Une nouvelle saison est à l'antenne depuis le 10 avril 2016.
Au Québec, la version française animée par Philippe Rouault est diffusée à partir du 6 septembre 1999 à la Télévision de Radio-Canada. Elle est retirée de l'horaire le 2 juin 2004.

## Production internationale
| Pays / Région                   | Période de diffusion                                                    | Chaine                                                                                        | Présentateur                                                                                    |
| ------------------------------- | ----------------------------------------------------------------------- | --------------------------------------------------------------------------------------------- | ----------------------------------------------------------------------------------------------- |
| Allemagne Autriche              | 1995-2011                                                               | Super RTL Disney Channel (Allemagne) ORF eins                                                 | Benedikt Weber                                                                                  |
| Allemagne Autriche              | Depuis 2011                                                             | Disney Junior (Allemagne)                                                                     | Nicolas Artajo                                                                                  |
| Amérique latine                 | Version originale doublée (1996-2000, 2008-2010)                        | Discovery Kids Disney Channel (Amérique latine) Disney Junior (Amérique Latine)               | Neil Buchanan                                                                                   |
| Amérique latine                 | Version Amérique Latine (2000-2002, depuis 2010)                        | Discovery Kids Disney Channel (Amérique latine) Disney Junior (Amérique Latine)               | Rui Torres (2000-2002, décédé en 2008) Emiliano Pandelo (2010-2014) German Otero (depuis 2014)  |
| Amérique latine                 | Version espagnole doublée (2002-2008)                                   | Discovery Kids Disney Channel (Amérique latine) Disney Junior (Amérique Latine)               | Jordi Cruz (2002-2008)                                                                          |
| Brésil                          | Version originale doublée (1996-2000, 2008-2010)                        | Discovery Kids Disney Channel (Brésil) Disney Junior (Brésil) Sistema Brasileiro de Televisão | Neil Buchanan                                                                                   |
| Brésil                          | Version Brésil (2000-2008, depuis 2010)                                 | Discovery Kids Disney Channel (Brésil) Disney Junior (Brésil) Sistema Brasileiro de Televisão | Daniel Warren (2000-2008, 2010-2012) Daniel Bianchin (2012-2015) Rodrigo Frampton (depuis 2015) |
| Canada                          | Version originale                                                       | TVOntario Family Channel Knowledge Network                                                    | Neil Buchanan                                                                                   |
| Chine                           | Version originale doublée                                               | Dragon Club                                                                                   | Neil Buchanan                                                                                   |
| Espagne                         | 1998-2011                                                               | Disney Channel (Espagne) Telecinco Antena 3 Disney Junior (Espagne)                           | Jordi Cruz                                                                                      |
| Espagne                         | Depuis 2011                                                             | Disney Channel (Espagne) Telecinco Antena 3 Disney Junior (Espagne)                           | Guillermo Martinez                                                                              |
| France Belgique Québec          | 1997-2006 1999-2004 (Qc)                                                | Disney Channel (France) Canal+ Club RTL (Qc) Radio-Canada                                     | Philippe Rouault (1997-2004) Cyril Féraud (2004-2006)                                           |
| France Belgique Québec          | Depuis 2011                                                             | Disney Junior (France)                                                                        | Anthony Martinez                                                                                |
| Grèce                           | Version originale sous-titrée                                           | ET1                                                                                           | Neil Buchanan                                                                                   |
| Inde                            | Version originale (1990-2011)                                           | Disney Channel (Inde) Disney XD (India) Hungama TV SAB TV                                     | Neil Buchanan                                                                                   |
| Inde                            | Version indienne (depuis 2011)                                          | Disney Channel (Inde) Disney XD (India) Hungama TV SAB TV                                     | Gaurav Juyal                                                                                    |
| Italie                          | depuis 1998 (version originale: 1998-2011, version remake: depuis 2011) | Disney Channel (Italie) Rai Due Toon Disney (Italie) Disney Junior (Italie)                   | Giovanni Muciaccia                                                                              |
| Maghreb                         | Version originale doublée                                               | Jeem TV                                                                                       | Neil Buchanan (?-2012) Lloyd Warbey (depuis 2012)                                               |
| Pologne                         | Version polonaise (2011-2012)                                           | Disney Junior (Pologne)                                                                       | Kamil Siegmund                                                                                  |
| Pologne                         | Version turque doublée en polonais (depuis 2012)                        | Disney Junior (Pologne)                                                                       | Can Sipahi (2012-2013) Çağatay (2014) Özgün Karaman (depuis 2015)                               |
| Portugal                        | 2002-2011                                                               | Disney Channel (Portugal)                                                                     | Pedro Penim                                                                                     |
| Portugal                        | Depuis 2011                                                             | Disney Junior (Portugal)                                                                      | Salvador Nery                                                                                   |
| Royaume-Uni Australie           | 1990-2011                                                               | Disney Channel CITV The Children's Channel The Family Channel ABC (1995-1999)                 | Neil Buchanan                                                                                   |
| Royaume-Uni Australie           | Depuis 2011                                                             | Disney Junior                                                                                 | Jassa Ahluwalia (2011-2012) Lloyd Warbey (depuis 2012)                                          |
| Suède Danemark Norvège Finlande | Depuis 2012                                                             | Disney Junior (Scandinavie)                                                                   | Otto Blucker et Leon Jiber                                                                      |
| Taïwan                          | Version originale doublée                                               | Disney Channel                                                                                | Neil Buchanan                                                                                   |
| Turquie                         | Depuis 2012                                                             | Disney Channel (Turquie)                                                                      | Can Sipahi (2012-2013) Çağatay (2014) Özgün Karaman (depuis 2015)                               |
| Viêt Nam                        | Version originale doublée                                               | VTV1                                                                                          | Neil Buchanan                                                                                   |